# Futebol Clube Comercial de Viçosa
O Futebol Clube Comercial de Viçosa é um clube brasileiro de futebol, da cidade de Viçosa, no estado de Alagoas. É o 9º clube mais antigo do estado. Está atualmente licenciado.

## História
Fundado em 6 de junho de 1965 com o nome de Comercial Futebol Clube. Seu uniforme principal é camisa amarela com detalhes verdes, calção amarelo e meias também amarelas.
O Comercial disputou a primeira divisão do campeonato alagoano de futebol entre os anos de 1987 até 2000.
Em 1990 fez sua melhor campanha no campeonato, sendo vice campeão alagoano e tendo o seu jogador Dentinho dividindo a artilharia com 8 gols marcados.
No Campeonato Alagoano de Futebol de 2000 após uma crise administrativa na cidade, o Comercial, que era mantido pela prefeitura municipal de Viçosa, teve quase toda sua receita retirada pela prefeitura. E não suportando as despesas e a falta de recursos fez uma péssima campanha do Alagoano, sendo então rebaixado e desativado.

## O retorno
Em março de 2009 o Comercial foi reativado pela prefeitura municipal, mas por apresentar problemas judiciais o nome do clube sofre uma modificação, de Comercial Futebol Clube passou para Comercial Esporte Clube. Para o Campeonato Alagoano de Futebol da Segunda Divisão de 2011, tentando se reerguer o Comercial de Viçosa buscou a experiência de comissão técnica e  jogadores de outros estados. Buscou o treinador Gilvan e os jogador experientes: Renan (ZAG), Fabricio Melillo (ATA) e Carlos Augusto (LAT-D). Fabricio Melillo, atacante, com passagens pela Itália e pelo Palestra de São Bernardo-SP era uma promessa de muitos gols. Carlos Augusto com passagens pelo Paraná Clube e União Suzano (SP) acabou se tornando peça fundamental nas bolas paradas.
Em 2012, o clube mudou novamente de nome para Futebol Clube Comercial de Viçosa. Sagrou-se campeão do  Campeonato Alagoano de Futebol da Segunda Divisão de 2012 e retornou à elite após 13 anos de ausência, para o Campeonato Alagoano de Futebol de 2013, que terminou na 7ª posição, escapou do rebaixamento no denominado Torneio da Morte. Porém, em 2014, terminou na lanterna, foi rebaixado e se licenciou novamente.
Em 2017, retornou para a disputa do Campeonato Alagoano de Futebol da Segunda Divisão de 2017 mas terminou na última colocação sem pontuar.

## Títulos
| Estaduais | Estaduais                             | Estaduais | Estaduais  |
|           | Competição                            | Títulos   | Temporadas |
| --------- | ------------------------------------- | --------- | ---------- |
|           | Campeonato Alagoano - Segunda Divisão | 1         | 2012       |

### Destaques
- Vice-Campeonato Alagoano: 1990.

## Curiosidades
- O escudo do Comercial é uma cópia do escudo do Coritiba Foot Ball Club, que foram parceiros na década 1990, porém com detalhes em amarelo.
- Seu time infantil foi vice campeão alagoano em 2006.